# Odontomyia idahoensis
Odontomyia idahoensis is een vliegensoort uit de familie van de Stratiomyidae. De wetenschappelijke naam van de soort is voor het eerst geldig gepubliceerd in 1932 door James.